# 浜名湖かんざんじ温泉灯篭流し花火大会
浜名湖かんざんじ温泉灯篭流し花火大会（はまなこかんざんじおんせんとうろうながしはなびたいかい）は、浜松市中央区舘山寺町の浜名湖ベイストリート周辺にておこなわれる灯籠流しと花火のイベントである。

## 概要
浜松市中央区は庄内半島北部の舘山寺温泉と呉松町の大草山に挟まれた、浜名湖の内浦湾上に約2000基の灯籠が流され、田畑煙火製を中心としたスターマインを含む約3000発の花火が打ち上げられる。
なお、会場周辺の遊園地浜名湖パルパルでも別の日に独自で花火を打ち上げることがあるが、これとは別物である。

## 歴史
舘山寺温泉の灯籠流しは戦前からの歴史があるが、戦時中断されていた。1948年（昭和23年）に遠州観光協会が結成されたことをきっかけに、1949年（昭和24年）に浜名湖夏祭りを開催したときよりこの花火大会が行われている。これと前後して天竜下り（天竜浜名湖鉄道により運航されていたが天竜川川下り船転覆死亡事故のため終了）や弁天島海開き花火大会（すでに終了し後継としてHAMANAKO HaNaBi BENTENJIMA GATEWAY Festivalが開催）、細江祇園まつり（浜名区細江町気賀の細江神社の祭典）なども同協会の支援により再開または新規開催している。2020年、2021年は新型コロナウイルスの影響によって2年連続で開催中止となった。

## 交通アクセス
浜松駅バスターミナル1番のりばより遠鉄バスの30 舘山寺線、または臨時シャトルバスに乗車。臨時バスは通常の経路で運行する各停便のほか直通便も運行される。
当日は交通規制につき迂回運転や区間運休をふくむ変則運転となるため、時間帯により浜名湖パルパルバスターミナルまたはウェルシーズン浜名湖バス停が最寄りとなる。
同じく最寄りの動物園バス停や浜名湖ベイストリートバス停は花火開催時間帯には交通規制のためバスが停車しない。
かんざんじロープウェイも会場に至近だが当該時間帯にはすでに運行を終了している。
なお、遠鉄観光によるツアーも組まれる。